# Isiah Koech
Isiah Kiplangat Koech, född 19 december 1993, är en kenyansk långdistanslöpare.
Koech tävlade för Kenya vid olympiska sommarspelen 2012 i London, där han slutade på femte plats på 5 000 meter. Vid olympiska sommarspelen 2016 i Rio de Janeiro blev Koech utslagen i försöksheatet på 5 000 meter.